# Marquesat de Bacares
El marquesat de Bacares és un títol nobiliari creat en 1625 pel Rei Felip IV com a títol d'espera per als primogènits de la casa dels comtes de la Pobla del Maestre, al capdavant de Diego de Cárdenas i Herrera, primogènit en aquell temps de l'IX comte, a qui va succeir a la casa principal dotze anys després.
La seva denominació al·ludeix a la vila i municipi de Bacares a la província d'Almeria. Aquesta vila, juntament amb les veïnes de Gérgal i Velefique i el lloc de Febeire, integraven el senyoriu i estat de Bacares, que va ser atorgat pels Reis Catòlics en el repartiment del regne de Granada a Alonso de Cárdenas, últim maestre de l'Ordre de Santiago, fundador i I senyor de la vila i castell que en la seva memòria es va dir Pobla del Maestre. La seva filla Juana de Cárdenas, II senyora de Bacares i de la Pobla del Maestre, va fundar quatre majorats amb facultat dels mateixos Reis per escriptura que va atorgar en 1514 juntament amb Pedro Portocarrero, el seu marit, VIII senyor de Moguer i VI de Villanueva del Fresno, en favor de sengles fills del matrimoni. Un d'ells va ser per a Alonso de Cárdenas, el seu secundogènit, que ja era des de 1506 l'I comte de la Pobla, i per integrar-ho van assenyalar els estats de Bacares i la Pobla del Maestre, amb molts altres béns.

## Successionsautomàtiquesdurant l'Antic Règim
Des de la seva creació en 1625 i fins a la Desvinculació de 1820, el marquesat de Bacares va tenir el caràcter i règim de títol d'espera per als primogènits de la casa dels comtes de la Pobla del Maestre. Durant l'Antic Règim, a aquesta classe de títols se'ls reconeixia un cert automatisme successori ad honorem, de manera que els primogènits dels comtes de la Pobla rebien el dictat de marquesos de Bacares sense haver titulat efectivament per aquest marquesat. I era en succeir a la casa principal quan pagaven les mitjanes anyals i obtenien els Reals Despatxos de successió en ambdues mercès. Això donava lloc a una certa ambigüitat en l'ús del títol: en un mateix moment, el dictat de marquès de Bacares es podia aplicar al primogènit (amb freqüència de poca edat) o al seu pare el comte, que era el titular de l'últim Real Despatx i el senyor de la vila i estat de Bacares, vinculat al majorat de la Pobla.

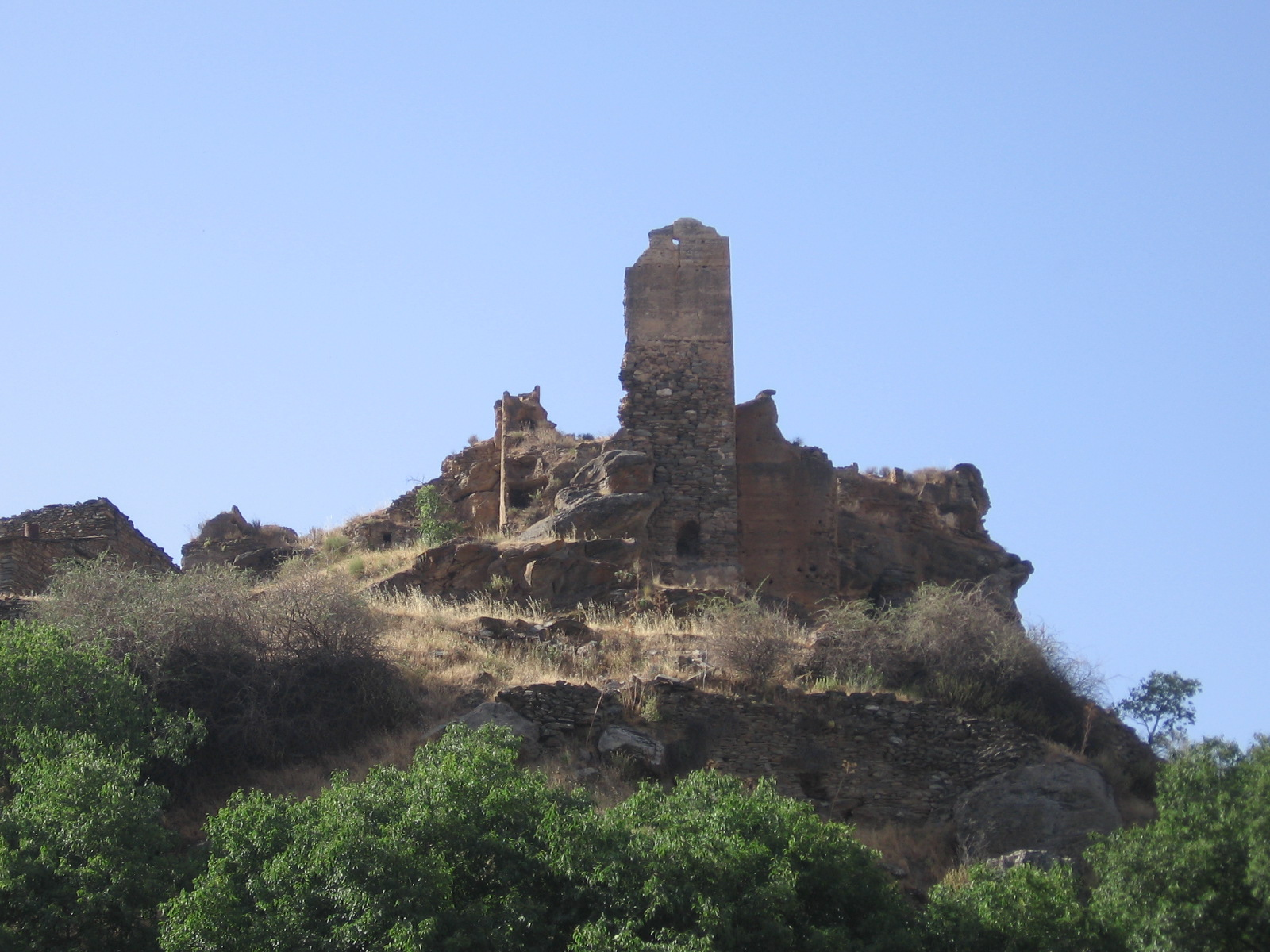
Ruïnes del Castell de Bacares.

## Llista de marquesos de Bacares
En aquesta llista s'inclou a quatre marqueses (la III, la VI, la VII i la VIII) que no van arribar a succeir a la casa principal, encara que van ser primogènites, ni van titular pel marquesat. Pels tretze primers titulars, s'indiquen com a «període» els anys en què cadascun va ser immediat successor de l'anterior comte de la Pobla. Aquesta cronologia es complementa amb el període de possessió de la casa principal, indicat entre parèntesis al costat del nom de cadascun.
|                             | Titular | Període              |
| Creació per Felip IV        | Creació per Felip IV | Creació per Felip IV |
| --------------------------- | --- | -------------------- |
| I                           | Diego de Cárdenas i Herrera, I marquès de Bacares, X comte de la Pobla del Maestre (1637-1659)                                                                                      | 1625-1637            |
| Successions automàtiques    | |                      |
| II                          | José Alejo de Cárdenas Ulloa i Zúñiga, II marquès de Bacares, XI comte de la Pobla del Maestre (1659-1665)                                                                          | 1637-1659            |
| III                         | Antonia de Cárdenas Cabrera i Bobadilla, III marquesa de Bacares | 1659-c.1663          |
| IV                          | Francisca de Cárdenas Cabrera i Bobadilla, IV marquesa de Bacares, XII comtessa de la Pobla del Maestre (1665-1669)                                                                 | c.1663-1665          |
| V                           | Lorenzo de Cárdenas Ulloa i Zúñiga, V marquès de Bacares, XIII comte de la Pobla del Maestre (1670-1706)                                                                            | 1665-1670            |
| VI                          | Mariana de Cárdenas i Saavedra, VI marquesa de Bacares | c.1670-c.1690        |
| VII                         | María Luisa de Cárdenas i Saavedra, VII marquesa de Bacares | c.1690-1699          |
| VIII                        | María Carlota Osorio i Cárdenas, VIII marquesa de Bacares | 1699-1707            |
| IX                          | Catalina de Cárdenas i Colón de Toledo, IX marquesa de Bacares, XIV comtessa de la Pobla del Maestre (1707-1707). No va ser immediata successora d'un comte.                        | -                    |
| X                           | Lorenza Francisca de Cárdenas Portugal i Colón, X marquesa de Bacares, I comtessa de Montenuevo i XV de la Pobla del Maestre (1707-1710)                                            | 1707-1708            |
| XI                          | Mariana Enríquez de Cárdenas i Portugal, XI marquesa de Bacares, XVI comtessa de la Pobla del Maestre (1710-1767)                                                                   | 1708-1710            |
| XII                         | Isabel Pacheco Portocarrero i Cárdenas, XII marquesa de Bacares i IV de la Torre de les Sirgadas, XVII comtessa de la Pobla del Maestre (c.1775-1782)                               | c.1765-c.1775        |
| XIII                        | Francisco de Paula Fernández de Còrdova i Pacheco, XIII marquès de Bacares, V del Gual del Maestre i V de la Torre de les Sirgadas, XVIII comte de la Pobla del Maestre (1782-1824) | 1806-1824            |
| XIV                         | Francisco de Paula Fernández de Còrdova i Pacheco, XIV marquès de Bacares, VI del Gual del Maestre i VI de la Torre de les Sirgadas, XIX comte de la Pobla del Maestre (1850-1858)  | 1782-1849            |
| Successions per Carta Reial | |                      |
| XV                          | Francisco de Paula Fernández de Còrdova i Vora d'Aragó, XV marquès de Bacares (R.C. 1849)                                                                                           | 1849-1854            |
| XVI                         | Gonzalo Fernández de Còrdova i Montes, XVI marquès de Bacares (R.C. 1855) | 1855-1857            |
| XVII                        | Francisco de Paula Fernández de Còrdova i Montes, XVII marquès de Bacares (R.C. 1859), XX comte de la Pobla del Maestre (1859-1915)                                                 | 1859-1915            |
| XVIII                       | Francisco Fernández de Còrdova i Fernández, XVIII marquès de Bacares (R.C. 1918), XXI comte de la Pobla del Maestre (1918-1956)                                                     | 1918-1956            |
| XIX                         | María Teresa Fernández de Còrdova i Castañeda, XIX marquesa de Bacares (Carta 1958), XXII comtessa de la Pobla del Maestre (1958-2004)                                              | 1958-1981            |
| XX                          | Francisco de Paula Bernaldo de Quirós i Fernández de Còrdova, XX marquès de Bacares (R.C. 1981), XXIII comte de la Pobla del Maestre (des de 2004)                                  | 1981-actual          |